# Вроцлав
Вро̀цлав (на полски: Wrocław; на чешки: Vratislav; на немски: Breslau; на латински: Vratislavia) е град в Югозападна Полша, столица на Долносилезкото войводство. Административно е обособен в отделен окръг (повят) с площ 292,82 км2. Също е административен център на Вроцлавски окръг, без да е част от него. Той е историческа столица на Силезия.

## География
Градът се намира в историческата област Долна Силезия. Разположен е край река Одра в Силезката низина. Вроцлав е на пето място по площ сред градовете в Полша с 292,82 km².

## Население
Изменение през годините
- 1819 – 78 135 души
- 1900 – 422 709 души
- 1910 – 512 105 души
- 1933 – 625 198 души
- 1946 – 170 658 души
- 1955 – 378 619 души
- 1965 – 474 199 души
- 1975 – 575 890 души
- 1985 – 637 207 души
- 1991 – 643 640 души
- 2000 – 633 857 души
- 2009 – 632 240 души
- 2012 – 631 235 души  [2]
- 2020 – 643 782 души
- 2023 – 674 132 души

Към 30.06.2023 г. в града живеят 674 132 души, което го прави третия по големина на населението в Полша (след Варшава и Краков).  Той е главният град на агломерацията Вроцлав. Населението на градската агломерация, изчислено от кметството на Вроцлав, е 893 506 души (31 декември 2022 г.). 

## История
През IV век в района на Вроцлав се заселват силингите, едно от племената вандали. Самият град според легендата е основан от чешкия княз Вратислав I, управлявал през 915 – 921 г. Той дава и името на града, а буквата W в герба на града е неговият монограм. Към 990 г. Вроцлав и цяла Силезия са завладени от полския княз Мешко I.
По време на монголските нашествия е превзет и разрушен през 1241 г. Градът е възстановен на южния бряг на реката главно от немски заселници и през 1259 г. става столица на независимото херцогство Силезия. През 1331 г. то е завладяно от Кралство Бохемия. Със създаване на Германската империя от Бисмарк Вроцлав е в рамките на германската държава до края на Втората световна война. Чрез Потсдамското споразумение след войната Вроцлав заедно с по-голямата част от Долна Силезия е дадена на Полша.

## Транспорт
Вроцлав е важен транспортен център, втори по големина железопътен възел в страната. Има също така речно пристанище на река Одер и международно летище „Николай Коперник“, разположено на 10-на километра югозападно от града.
Градският транспорт е представен с множество автобусни линии, както и трамваен транспорт. Строи се скоростен трамвай, който ще свързва източните части на града с летището и градския стадион.

## Спорт
Градът е дом на футболния клуб Шльонск Вроцлав.

## Известни личности
Родени във Вроцлав
- Адолф Андерсен (1818 – 1879), шахматист
- Райнхард Баумгарт (1929 – 2003), писател
- Макс Борн (1882 – 1970), физик
- Йоханес Визе (1915 – 1991), авиатор
- Кристиан Волф (1679 – 1754), философ
- Норберт Елиас (1897 – 1990), социолог
- Райнхард Зелтен (р. 1930), икономист
- Манфред фон Рихтхофен (1892 – 1918), авиатор
- Фриц Хабер (1868 – 1934), химик
- Феликс Хаусдорф (1868 – 1942), математик
- Един Щайн (1891 – 1942), философка и светица
- Петер Хакс (1928 – 2003), драматург, поет, белетрист

Починали във Вроцлав
- Адолф Андерсен (1818 – 1879), шахматист
- Карл фон Клаузевиц (1780 – 1831), офицер
- Тадеуш Ружевич (1921 – 2014), писател

Други
- Антони Грабовски (1857 – 1921), есперантист, учи в университета през 1880-те години.
- Хайнрих Фридрих Линк (1767 – 1850), ботаник, преподава в университета през 1811 – 1815 г.
- Теодор Момзен (1817 – 1903), историк, преподава в университета след 1854 г.
- Иван Странски (1897 – 1979), български физикохимик, работи в града през 40-те год г.
- проф. дтн Иван Табаков (р. 1943), преподавател в Технологичния университет
- д-р Павел Табаков (р. 1975), хирург в Университетската болница

## Побратимени градове
- Бреда, Нидерландия
- Висбаден, Германия
- Гуадалахара, Мексико
- Дрезден, Германия
- Измир, Турция
- Каунас, Литва
- Лвов, Украйна
- Рамат Ган, Израел
- Торонто, Канада
- Храдец Кралове, Чехия